# João Gomes
Pour les articles homonymes, voir Gomes.
João Gomes dit Bétinho, (né le 5 février 1985 au Cap-Vert - Ilha do Fogo) est un joueur de basket-ball naturalisé Portugais. Il mesure 2,01m et pèse 95,6 kg. Il évolue au poste d'ailier. 
Aujourd'hui il est considéré comme le meilleur joueur portugais en activité et a été transféré récemment en LegA vers l'équipe du Dolomiti Energia Trento.

## Caractéristiques
João Gomes, surnommé « Bétinho », est un joueur avec des excellentes qualités physiques. Il possède le jeu typique d'un arrière en ayant le physique d'un pur ailier.
Excellent dans le un contre un, il possède aussi une bonne pénétration dans la raquette.
C'est un joueur très rapide en contre-attaque, et capable de tirer à trois points.
Il est doté d'une très bonne défense qui est jugé parfois trop agressive par les arbitres.
Le rebond offensif et l'interception sont l'une de ses spécialités.

## Palmarès
- Champion du Portugal avec le SL. Benfica : 2011-2012, 2012-2013, 2013-2014
- Vainqueur du Dunk Contest au Portugal : 2006-2007

## Sélection nationale
- Phase de qualification de l'Eurobasket 2009/2012/2013
- Participation à l'Eurobasket 2007 en Espagne.
- Participation à l'Euro -20 ans (Division B) en Bulgarie